# Ornatotholus browni
Ornatotholus browni és una espècie de dinosaure paquicefalosaure que va viure al període Cretaci en el que actualment és el sud d'Alberta, Canadà. Fins al descobriment de Dracorex a Dakota del Sud, era l'únic paquicefalosaure conegut d'Amèrica del Nord amb el sostre del crani pla. Sembla que comparteix moltes similituds amb Stegoceras, i podria tractar-se d'una forma jove, fent-lo un nomen dubium.